# Кукмарь (Советский район)
Кукмарь (мар. Кукмарий) — деревня в Верх-Ушнурском сельском поселении Советского района Республики Марий Эл России.

## География
Деревня расположена на реке Пунченер.

## История
Деревня основана около 1717 в лесной местности на реке Пунченер переселенцами с берегов Немды. Первоначально называлась Немды Кукмарь. До 1917 деревня входила в Конганурскую волость Уржумского уезда Вятской губернии. В 1802 в деревне Немды Кукмарь — 30 крещёных и 16 некрещёных мари, в 1851 — 69 дворов. В 1891 в Нижней Немды Кукмари — 43 крестьянских хозяйств, в Верхней Немды Кукмари — 51.
Переселенцами из Кукмари образована деревня Пибахтино на реке Шуй.
До 1 апреля 2009 года деревня входила в состав и являлась административным центром Кукмаринского сельского поселения, после упразднения которого Кукмарь вошла в состав Верх-Ушнурского сельского поселения.

## Население
| 2010 |
| ---- |
| 431  |

Население — марийцы, исповедуют язычество.
Известные уроженцы:
- Громов, Алексей Николаевич — Герой Советского Союза.
- Созонов, Вячеслав — солист театра оперы и балета, заслуженный артист Марий Эл.
- Чемеков, Геннадий — поэт.